# Cantone di Mont-de-Marsan-2
Il Cantone di Mont-de-Marsan-2 è una divisione amministrativa dell'Arrondissement di Mont-de-Marsan.
È stato costituito a seguito della riforma approvata con decreto del 18 febbraio 2014, che ha avuto attuazione dopo le elezioni dipartimentali del 2015.

## Composizione
Comprende parte della città di Mont-de-Marsan gli 8 comuni di:
- Benquet
- Bougue
- Bretagne-de-Marsan
- Campagne
- Laglorieuse
- Mazerolles
- Saint-Perdon
- Saint-Pierre-du-Mont